# あそぼう! イマジネーション・ムーバーズ
あそぼう! イマジネーション・ムーバーズ（Imagination Movers）は、ニューオーリンズで大活躍する同名のバンドグループのアメリカ合衆国の子供向け番組で、2008年9月6日から2013年4月14日までディズニーチャンネルのプレイハウスディズニー（2011年からはディズニージュニアで放送）で全3シーズンが放送された。日本では2009年1月26日からディズニーチャンネルのプレイハウスディズニー枠でシーズン1からシーズン2まで放送された（ディズニージュニアは不明）。2022年6月8日にはDisney+でもシーズン2まで配信されている。

## キャラクター
- デイブ - デイヴ・ポーチェル（丹宗立峰[2]）
- リッチ - リッチ・コリンズ（石川英郎[2]）
- スミティ - スコット・スミティ・スミス（原慎一郎[2][3]）
- スコット - スコット・ダービン（IKKAN[2][4]）
- ニーナ - ウェンディ・カリオ（津村まこと[2]）
- ニット・ノーツ - ダグラス・フィッシャー（牛山茂）
- ネズミ - ケビン・カールソン

## エピソード

### シーズン1
| 話数   | タイトル             | 原題                               |
| ------ | -------------------- | ---------------------------------- |
| 第1話  | この音 なんの音      | No Noise Is Good Noise             |
| 第2話  | はがいたい           | The Tooth Hurts                    |
| 第3話  | さむすぎる！         | Bad Hair Day                       |
| 第4話  | スコットのねぐせ     | A Puppy Problem                    |
| 第5話  | まいごのワンちゃん   | Body Language                      |
| 第6話  | からだではなそう！   | Super Goop                         |
| 第7話  | ペッタリ ペタペタ    | Heavy Reading                      |
| 第8話  | おおきなでんわちょう |                                    |
| 第9話  | かぜがビュービュー   | It's a Breeze                      |
| 第10話 | ハチをつかまえろ！   | A Bee Story                        |
| 第11話 | つまらないパーティー | The Un-Party                       |
| 第12話 | デイブのくしゃみ     | Sneeze and Thank You               |
| 第13話 | バケツじけん         | Bucket of Trouble                  |
| 第14話 | カギをさがせ！       | Finders Key-pers                   |
| 第15話 | ウェインのダンス     | Wayne Dance                        |
| 第16話 | しゃっくり           | Hiccups                            |
| 第17話 | こわれたとけい       | All Broken Up                      |
| 第18話 | おおきなカボチャ     | Big Pumpkin Problem                |
| 第19話 | スポーツだいすき     |                                    |
| 第20話 | ふくがぬげない！     |                                    |
| 第21話 | だれのプレゼント？   | Present Problem                    |
| 第22話 | ネズミがこわい       | Who's Afraid of the Big Bad Mouse? |
| 第23話 | ムーバーズのこうしん | March of the Movers                |
| 第24話 | さいこうのたからもの | Treasure of the Warehouse          |
| 第25話 | ははのひ             |                                    |

### シーズン2
| 話数   | タイトル                 | 原題                      |
| ------ | ------------------------ | ------------------------- |
| 第26話 | ねんねこリッチ           | Rockabye Rich             |
| 第27話 | スーパーヒーロー         | Captain Terrific          |
| 第28話 | おやつどろぼう           | It's a Mystery            |
| 第29話 | ネズミのこもり           | Mousesitting              |
| 第30話 | ツルツル                 |                           |
| 第31話 | じてんしゃレース         |                           |
| 第32話 | モンスターもんだい       | A Monster Problem         |
| 第33話 | ほんとうのおとぎばなし   | A Fairy Tale Ending       |
| 第34話 | ネズミくんのおうち       | Mouse and Home            |
| 第35話 | ハハハッピー・クリスマス | Happy Ha Ha Holidays!     |
| 第36話 | ゆきのひ                 | Snow Day                  |
| 第37話 | マフィン                 | Muffin Man                |
| 第38話 | はたけネズミ             | Farmhouse Mouse           |
| 第39話 | はのようせい             | Tooth Fairy               |
| 第40話 | ゴルフのエース           |                           |
| 第41話 | うたえない               |                           |
| 第42話 | でんきが たりない！      |                           |
| 第43話 | たんじょうびのしあい     | Birthday Ball             |
| 第44話 | チョウチョをさがして     | Bye Bye Butterfly         |
| 第45話 | らくえんのトラブル       |                           |
| 第46話 | ニーナがクスクス         |                           |
| 第47話 | ちからをちょうだい       |                           |
| 第48話 | スターをさがせ           |                           |
| 第49話 | ネズミのひ               | Mouse Day                 |
| 第50話 | きしのぼうけん           | Knight Time               |
| 第51話 | かいぞくキット           | The Tale of Captain Kiddo |

## 日本語版スタッフ
- 翻訳 - いずみつかさ
- 演出 - 鈴木彩子
- 音楽演出 - 増谷則子
- 録音製作 - スタジオ・エコー[5]
- 日本語版製作 - ディズニー・キャラクター・ボイス・インターナショナル